# تب هیجانی شدید (فیلم ۱۹۸۵)
تب هیجانی شدید (به انگلیسی: Fever Pitch) فیلمی محصول سال ۱۹۸۵ و به کارگردانی ریچارد بروکس است. در این فیلم بازیگرانی همچون رایان اونیل، کاترین هیکس، جانکارلو جانینی، چاد اورت، بریجت اندرسن، جان ساکسون، ویلیام اسمیت، پاتریک کاسیدی، ویلیام پرینس و چاد مک‌کوئین ایفای نقش کرده‌اند.